# Dragor
Dragor (v makedonské cyrilici Драгор) je malá řeka v jižní části Severní Makedonie. Teče západo-východním směrem, největším sídlem, kterým protéká, je město Bitola. Pramení nedaleko od vesnice Sapunčica v pohoří Baba planina. Vlévá se do Černé řeky západně od obce Novaci.
Celková délka toku řeky činí 25 km, s přítoky 67 km, její povodí potom 188 km2 a průměrný pád 17 %. Největší průtok zaznamenává řeka v dubnu a květnu, kdy v pohoří Baba planina a na vrcholu Pelister taje sníh. Naopak od června do září je díky nižším srážkám v regionu velmi malý průtok v řece. Koryto řeky je regulováno, regulační práce byly prováděny postupně již od konce 19. století.